# Christian Coma
Christian "CC" Coma é um músico e baterista americano. É o baterista da banda de rock Black Veil Brides. Ele se juntou a banda em outubro de 2010,  substituindo a baterista Sandra Alvarenga.